# USS Meredith (DD-726)
Pour les autres navires du même nom, voir USS Meredith.
L'USS Meredith (DD-726) est un destroyer de classe Allen M. Sumner en service dans la Marine des États-Unis pendant la Seconde Guerre mondiale. Il est nommé en l'honneur sergent Jonathan Meredith. 
Sa quille est posée le 26 juillet 1943 au chantier naval Bath Iron Works de Bath, dans le Maine. Il est lancé le 21 décembre 1943 ; parrainé par Mme William Kepper ; et mis en service le 14 mars 1944 sous le commandement du commander George Knuepfer. 

## Historique
Après une série d’entraînements en mer effectués dans les Bermudes, il escorte un convoi à destination de Plymouth, en Grande-Bretagne, du 8 au 27 mai 1944. Il se prépare ensuite pour sa première et dernière mission majeure : l’opération Neptune. 
Intégré au sein de la force navale U à destination d’Utah Beach, il escorte les bâtiments de guerre et les transports de troupes vers la plage et participe, à l’aube du 6 juin 1944, au bombardement des positions allemandes dans le secteur. Le lendemain, aux premières heures du jour, il heurte une mine sous-marine dont l’explosion tue sept membres d’équipage et fait cinquante blessés et disparus.  
Remorqué pour qu’il ne coule pas, il est la cible le 9 juin d’une attaque aérienne allemande et le destroyer est coupé en deux : sur les 279 rescapés du drame, seuls 163 personnels sont sauvés par le destroyer Bates. 
L’épave, reposant au large des côtes normandes par 19 mètres de fond, est vendue pour démolition le 5 août 1960. Les opérations renflouement et de démolition sont effectuées le mois suivant. 

## Décorations
Le Meredith a reçu une battle stars pour son service pendant la Seconde Guerre mondiale. 